# Осада Арраха
Осада Арраха (англ. Siege of Arrah) — одно из событий во время Восстания сипаев (также известного как Индийское восстание 1857 года), в ходе которой 18 гражданских и 50 бойцов бенгальского батальона военной полиции восемь дней,  с 27 июля по 3 августа 1857 года, удерживали укреплённое здание против 2500—3000 восставших сипаев из трёх полков бенгальской туземной пехоты и 8000 иррегулярных сил под командованием Кунвара Сингха, местного заминдара или вождя, управлявшего поместьем Ягдишпур.
Британцы предприняли попытку прорвать осаду, но атака провалилась, отряд, шедший на выручку, потерял 290 из 415 человек. Вскоре на выручку пошёл второй отряд, состоявший из 225 человек при трёх орудиях. Несмотря на прямой приказ отменить поход, второй отряд, потеряв двух человек убитыми, рассеял силы мятежников, осаждавших здание, выручив осаждённый гарнизон. Среди осаждённых ранен был только один человек.

## Начало мятежа
10 мая 1857 года третий полк бенгальской лёгкой кавалерии Бенгальской армии, расположенный в г. Мируте, поднял мятеж, быстро распространившийся по Бенгальскому президентству. В то время в городе Аррах, райцентре Шахабадского района, кроме местных жителей проживали британцы и другие европейцы — служащие Ост-Индской компании и Ост-Индской железнодорожной компании с семьями. Кроме того, там находился отряд местной полиции и тюрьма со 150 вооружёнными охранниками, где содержалось от 200 до 400 заключённых. В Аррахе проживало много сипаев из распущенных полков и отставных сипаев, живущих на пенсию. В Данапуре в 25 милях (40,2 км) от Арраха находились два полка британской армии и три полка (7-й, 8-й и 40-й) бенгальской туземной пехоты Ост-Индской компании. К началу восстания они были единственными туземными войсками в Шахабадском районе. Они полностью набирались из местных жителей и были лояльны местному заминдару (помещику) Кунвару Сингху (также известному как Кур, Кёр, Коер, Кувар или Куер Сингх). Ему было около 80 лет, и он имел ряд претензий к Ост-Индской компании, лишившей его части земель и доходов. Джордж Тревельян в своей книге 1864 года «The Competition Wallah» описывал его как «высокомерного вождя воинственного племени, превратившегося в ничтожество из-за чужеземного вторжения».
8 июня пришло письмо от Уильяма Тейлора, комиссара района Патна, с предупреждением об ожидаемом мятеже частей бенгальской туземной пехоты в Динапуре. Европейское население Арраха провело эту ночь на 9 июня в доме Артура Литтлдейла, судьи, работавшего в Аррахе. Этой ночью было принято решение, что женщины и дети европейцев будут отправлены на лодке в Динапур с эскортом из вооружённых мужчин-европейцев, под защиту 10-го пехотного полка. На следующее утро в доме судьи Шахабадского района Хервальда Уэйка было проведено совещание по поводу того, что делать дальше. Гражданские служащие Ост-Индской компании заявили, что не собираются покидать город и там останутся. Все остальные (кроме двух) мужчины-европейцы, не состоявшие на гражданской службе у Ост-Индской компании или правительства, решили тоже уйти в относительно безопасный Динапур на лодках или на лошадях, что и сделали в этот же день. В Аррахе осталось всего восемь мужчин-европейцев, в следующие недели это число выросло до 16, поскольку в город прибыли жители из городской округи. Защита города усилилась, когда 11 июня прибыл отряд из 50 сипаев и 6 соваров батальона бенгальской военной полиции, известных как сикхи Раттрея (сейчас 3-й батальон сикхского полка индийской армии) под командованием джемадара Хукен Сингха. Этот отряд был отправлен из Динапура и был частью большего отряда под командованием капитана Раттрея. Тейлор лично запросил, чтобы отряд Раттрея находился в этом районе. Отряд Сингха был помещён под прямое командование Уэйка.

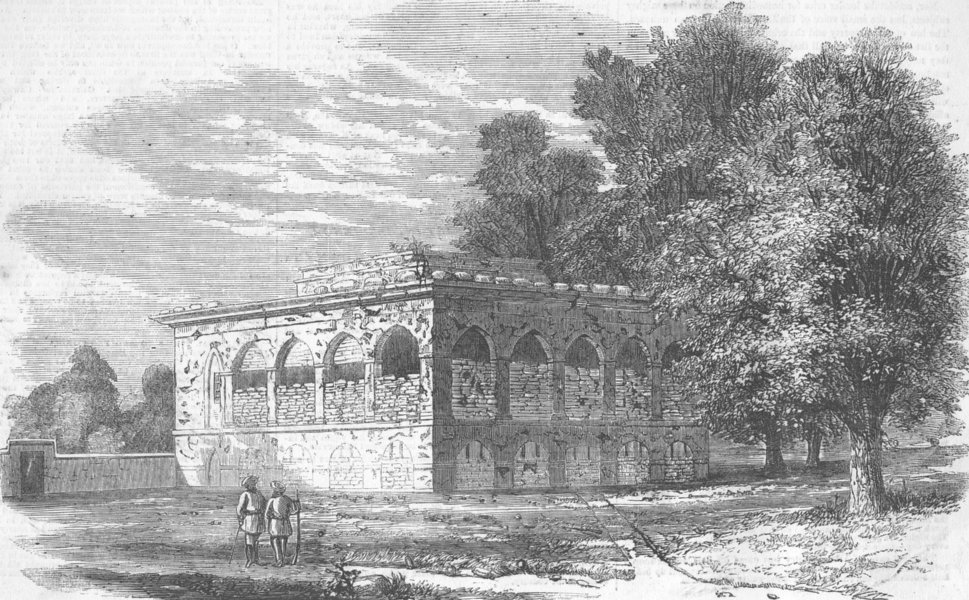
Укреплённое здание в Аррахе с рисунка сэра Винсента Эйра, 1857 из газеты The Illustrated London News (1857)

По предложению Уэйка районный инженер Ост-Индской железнодорожной компании Ричард Викарс Бойл приступил к укреплению отдельно стоящего здания (флигеля) размером 50 на 50 футов (15 на 15 м), первоначально предназначавшегося под бильярдную. Он закончил работу к 17 июня. Арки веранды были заложены кирпичами (без применения строительного раствора), в стенах были оставлены небольшие отверстия, позволяющие защитникам вести стрельбу. Просветы между столбами на втором этаже были заложены кирпичами и мешками с песком. Бойл разместил в здании запасы еды, воды, вина и пива в ожидании беспорядков в городе. Хотя гражданским служащим было предложено немедленно перенести свои конторы в здание Бойла, они отказались, поскольку рядом со зданием были деревья, другие постройки и дома, также уход служащих из контор мог привести к беспорядкам в городе. В течение июня и июля в Аррах приходили новости о восстании, распространяющемся по Бенгальскому президентству, также ходили слухи о неизбежном возникновении бунтов в Шахабадском районе, поэтому местные гражданские служащие решили организовать ночные вооружённые патрули. 17 июля на толе в доме Литтлдейла была найдена анонимная записка, что восстание сипаев «определённо начнётся» 25 июля при прямом участии Кунвара Сингха. 22 июля в город пришли новости о резне в ходе осады Канпура. 25 июля из Динапура экспресс-почтой пришло послание: «В этот день ожидается бунт туземных войск. Будьте наготове».

## Осада

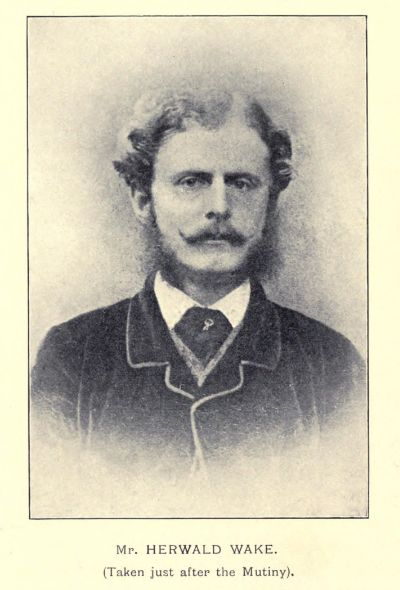
Фотоснимок Хервальда Уэйка («сделанный сразу после мятежа») из книги Изабель Гиберн Сивикинг «A Turning Point in the Indian Mutiny» (1910)

В Динапуре, в 25 милях (40 км) к востоку от Арраха, базировались 7-й, 8-й и 40-й полки бенгальской туземной пехоты, вместе с 10-м и 37-м пехотными полками британской армии. В течение июня Тайлер получал анонимные письма с информацией о поведении сипаев, ему сообщили, что сипаям по неизвестным причинам были розданы большие денежные суммы. Тейлор приказал перехватывать всю входящую и исходящую почту трёх полков, что привело к обнаружению заговорщиков в Динапуре и близлежащей Патне, которые затем были заключены в тюрьму. Тейлор вёл дискуссии со своим начальством о разоружении трех полков бенгальской туземной пехоты, дислоцированных в Динапуре. Генерал-губернатор Индии Чарльз Каннинг предоставил ответственность за принятие решения генерал-майору Джорджу Ллойду, командиру динапурской дивизии. Вместо того чтобы разоружить полки, Ллойд утром 25 июля отдал сипаям приказ в 16:00 того же дня сдать капсюли от своего оружия. 7-й и 8-й полки отказались выполнять приказ и стали стрелять по своим офицерам. 10-й и 37-й пехотные полки, также размещённые в Динапуре, в свою очередь открыли огонь по мятежникам. 40-й полк бенгальской туземной пехоты, начавший выполнять приказ Ллойда, также открыл огонь в получившемся замешательстве. Затем все три полка бенгальской туземной пехоты вышли из Динапура и направились к Арраху. В начале беспорядков Ллойда не удалось найти; к тому времени, когда его нашли на борту речного парохода и был отдан приказ задержать мятежников, они были слишком далеко, чтобы их можно было поймать. Ллойд, полагая, что его силы должны оставаться на месте для защиты Динапура, отказался отдать приказ о преследовании мятежников.
Вечером 25 июля в Аррах пришла весть о беспорядках, ожидаемых в районе. Железнодорожный инженер, находившийся недалеко, объяснил Уэйку, что нужно уничтожить лодки, использующиеся для переправы через реку Сон. Однако утром 26 июля Уэйку сообщили, что повстанцы переправляются через реку, он понял, что обещание уничтожить лодки не было выполнено. Уэйк не располагал информацией о количестве восставших сипаев и других сил, идущих на Аррах. Он заметил, что местные полицейские силы испарились, и решил покинуть город. 18 гражданских и 50 полицейских из батальона Бенгальской военной полиции перебрались в здание, укреплённое Бойлом, и стали дополнительно его укреплять кирпичами. В здании были запасы пищи, воды, пороха, пуль и свинца, из которого можно было наделать пуль, если понадобится, шанцевого инструмента, кроме того, люди принесли с собой оружие. Припасов, как полагали защитники, было достаточно на несколько дней, они ожидали, что осада будет короткой, не более 48 часов, поскольку за мятежниками шли преследующие их силы. В ходе всей осады Уэйк вёл дневник, он делал надписи на стенах, таким образом, если бы защитники погибли, осталась бы запись событий. Наутро 27 июля мятежники, к которым присоединились Кунвар Сингх и его силы, прибыли в Аррах. Они выпустили заключённых из тюрьмы и вместе с присоединившейся к ним охраной разграбили казну в размере 85 тыс. рупий. Затем мятежники (включая тюремных охранников) окружили здание под пение рожков и барабанный бой, построились в боевой порядок и пошли на штурм. Когда они приблизились на 100 ярдов, защитники укрепления открыли огонь, уложив наповал 18 человек и вынудив остальных отказаться от штурма и укрываться за окружающими здание деревьями и строениями.

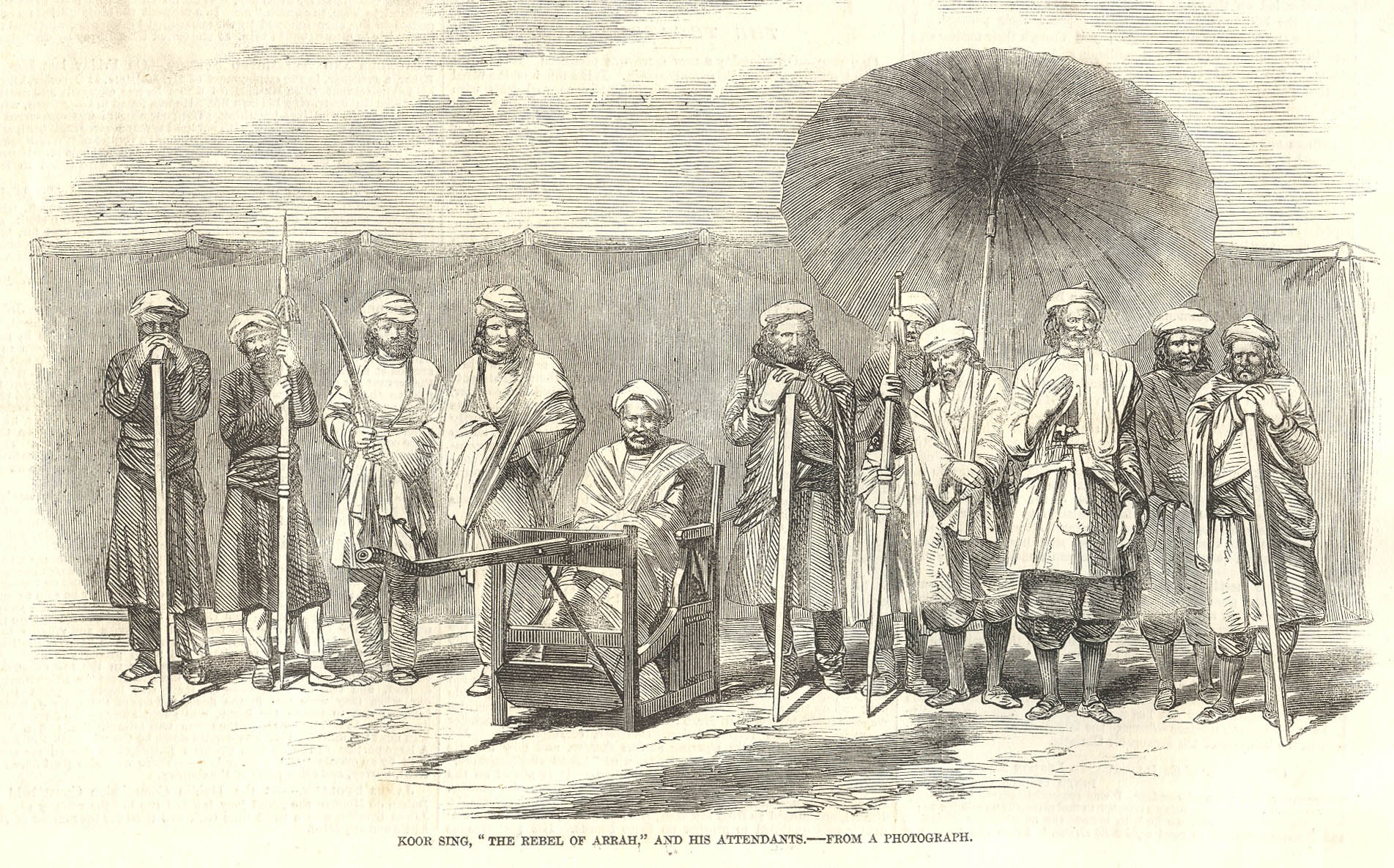
Кунвар Сингх и его слуги с фотографии в газете Illustrated London News (1857)

29 июля у осаждённых стала заканчиваться вода, сипаи ночью тайком выбрались из здания, украли инструменты у повстанцев и за 12 часов выкопали колодец глубиной в 18 футов (5,5 м). Когда 30 июля у осаждённых стала заканчиваться пища, небольшая группа в полдень тайком выбралась из здания и привела несколько овец, которые паслись у здания. Повстанцы попытались выкурить защитников из здания дымом, разведя огромный костёр из предметов мебели и красного перца, но в последнюю минуту подул ветер и отнёс дым от здания. Каждый вечер голос громко приглашал сипаев-сикхов, находящихся в укреплении, перебить европейцев и присоединиться к мятежникам, предлагая им по 500 рупий каждому. Сикхи сначала встречали предложение с сарказмом, а потом из укрепления стали отвечать ружейным огнём. Повстанцы не предпринимали новых попыток пойти на штурм, хотя защитники ожидали атаки каждую минуту пребывания в осаде.

## Первая попытка деблокирования

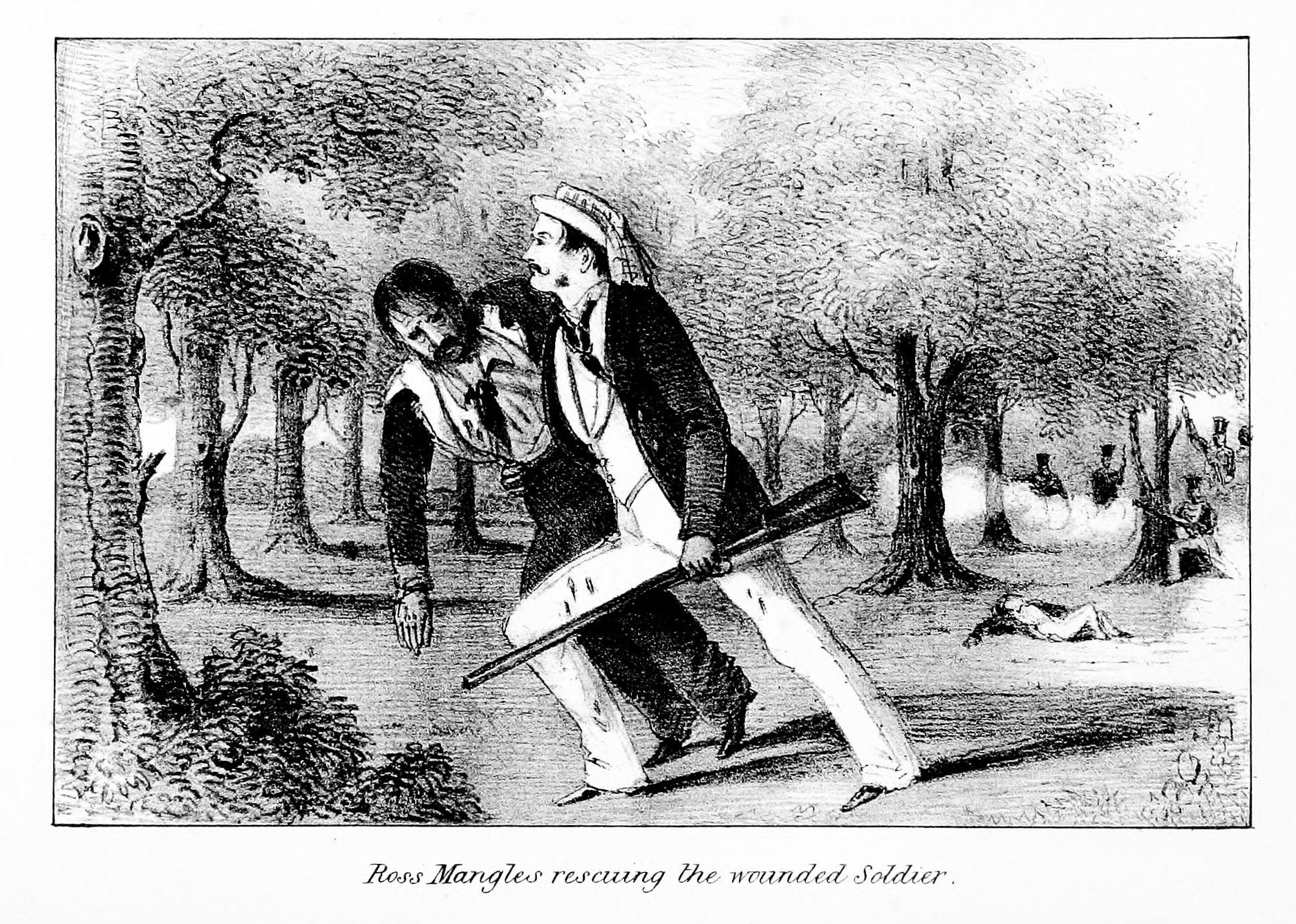
Росс Манглс тащит раненого солдата. Книга Уильяма Тейлора: Thirty-Eight Years in India. From Juganath to the Himalaya Mountains (1882)

27 июля в Динапур пришли вести, что восставшие сипаи напали на Аррах. Генерал Ллойд не хотел посылать войска для преследования мятежников, но члены магистрата, у которых были друзья среди осаждённых, и комиссар Патны Тейлор, стали давить на него. Для спасения гражданских в Аррахе был выделен отряд из 200 солдат 37-го пехотного полка, 50 бойцов из батальона Бенгальской военной полиции и 15 верных сикхов из восставших полков. Отряд отплыл на борту речного парохода «Horungotta». На следующий день в Динапур пришла весть, что пароход сел на песчаную мель, и Ллойд приказал отряду возвращаться. Однако, уступая настояниям местных властей, он отменил приказ и согласился послать отряд на борту парохода «Бомбей», также он приказал большому отряду 10-го пехотного полка под командованием подполковника Уильяма Фенвика присоединиться к отряду на первом пароходе и идти в Аррах. На «Бомбее» уже находилось много гражданских пассажиров, 4 часа ушло на попытки их пересадить и на споры с капитаном. В результате на борт «Бомбея» поднялся только сокращённый отряд в 150 человек, включая гражданских добровольцев. Фенвик, не желая идти в экспедиции всего со 150 бойцами, передал командование капитану Чарльзу Данбару (работавшему в отделе казначея). 29 июля в 9.30 «Бомбей» вышел в поход, два корабля встретились, и объединённый отряд в 415 человек направился к Арраху.
В 16.00 экспедиция высадилась на западном берегу реки Сон в местечке Beharee Ghat. Однако отряд наткнулся на речушку, которую можно было преодолеть только на лодках. На переправу у отряда ушло три часа. После того, как экспедиция прошла 4 мили (6,4 км), Данбар сделал часовую остановку в 3 милях (4,8 км) от Арраха, чтобы посмотреть, догонят ли его припасы. Припасы так и не прибыли, и Данбар приказал экспедиции идти дальше, невзирая на возражения своих офицеров, что голодным, уставшим людям опасно идти ночью по незнакомой местности. До этого момента Данбар высылал вперёд разведчиков, но сейчас решил вести своих людей единым отрядом. Когда экспедиция подошла к Арраху, британцы заметили верховых, которых они приняли за конных дозорных, они ускакали при приближении противника. В одной миле (1,6 км) от Арраха дорога углубилась в густую рощу манговых деревьев. Когда британцы почти преодолели рощу, их обстрелял с трёх сторон крупный отряд противника численностью от 2 до 3 тыс. чел.. Британцы понесли тяжёлые потери, Данбар был убит на месте, возникло замешательство. Осаждённые в Аррахе слышали ружейные выстрелы, ставшие громче, когда экспедиция приблизилась к ним, но потом звуки пальбы всё больше отдалялись, и гарнизон здания понял, что что-то пошло не так. Раненому бенгальскому полицейскому из отряда Данбара удалось пробраться к зданию через кольцо сипаев, и он рассказал осаждённым о засаде, в которую они попали.
В ходе отступления от Арраха двое гражданских магистратов, Росс Манглс и Уильям Фрэзер Макдонелл (друзья Уэйка, вызвавшиеся пойти с отрядом Данбара), заслужили крест Виктории. Несмотря на полученные ранения, они несколько миль под вражеским обстрелом тащили раненого солдата 37-го пехотного полка. Макдонелл вышел под плотный обстрел, чтобы перерезать канат, удерживавший лодку, что позволило спасти жизни 35 солдатам. 30 июля пароход привёз оставшихся в живых участников экспедиции обратно в Динапур, семьи и друзья ожидали на пристани, рассчитывая встретить их с победой. Когда пароход пристал у госпиталя вместо обычного места у причала, зрители поняли, что что-то пошло не так. По словам Тейлора: «За этим последовала душераздирающая сцена: жёны солдат с криками бросились к кромке воды, били себя в грудь и рвали на себе волосы, уныние и отчаяние были написаны на каждом лице». Из 415 человек, вышедших с экспедицией, было убито 170 и ранено 120 человек.

## Вторая попытка

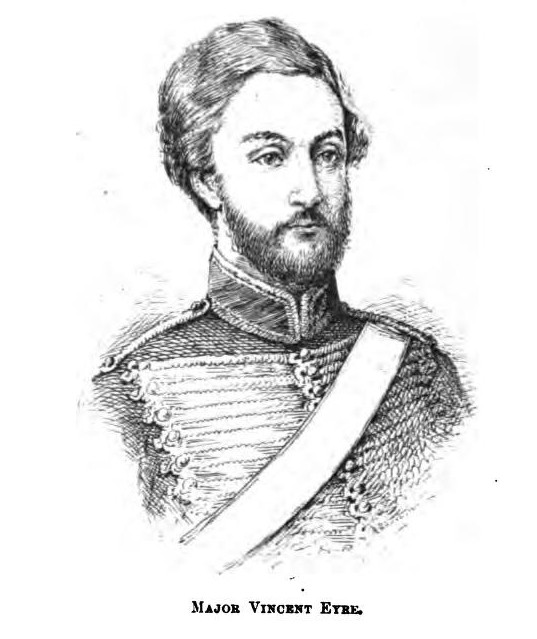
Винсент Эйр. Рисунок в Illustrated Naval and Military Magazine, 1 марта 1888 года

Майор Винсент Эйр, офицер артиллерии Бенгальской армии, командир первой роты Ост-Индской компании артиллерии 4-го бенгальского полка (сейчас 58-я батарея Эйра 12-го королевского артиллерийского полка), расположенного в Буксаре, получил приказ идти в Канпур со своей артиллерией. Он услышал о ситуации в Аррахе и, не зная о попытках выручить осаждённых, решил самостоятельно собрать войска, чтобы усилить отряд, который, как он полагал, пойдёт к Арраху. Не найдя войск в Буксаре, Эйр поехал в Гхазипур, где смог набрать в свой отряд 25 человек из 78-го шотландского пехотного полка. Вернувшись в Буксар, Эйр встретил 154 солдата из 5-го пехотного полка, прибывших в его отсутствие. Эйру удалось убедить командира отряда капитана д’Эстренджа присоединиться к нему, причём Эйр брал на себя полную ответственность. К этому времени Эйр был настолько уверен в победе, что отпустил людей из 78-го полка и выступил в поход без них. Ему не удалось найти лошадей для транспортировки орудий, но вместо этого были использованы волы, также Эйр нашёл двух слонов для перевозки багажа отряда. Собрав отряд в 225 человек, включая гражданских добровольцев и взяв три орудия из батареи, Эйр написал генералу Ллойду в Динапуре о своих намерениях и попросил его о подкреплении. 30 июля в 16.40 отряд Эйра вышел из Арраха.
Ллойд в свою очередь проинформировал Эйра о неудаче первого отряда и приказал ему отложить свой поход или в случае, если Эйр уже выступил, — вернуться в Буксар и ожидать там дальнейших приказов. Эйр отказался подчиниться приказу Ллойда и продолжил идти на Аррах. 2 августа в 6 милях (9,7 км) от цели похода отряд Эйра встретил войско сипаев-повстанцев численностью от 2 до 2,5 тыс., которых сопровождал отряд Кунвара Сингха под его личным командованием, они двигались на перехват Эйра. Отряд Эйра оказался в окружении противника, значительно превосходящего по численности. Эйр приказал пехоте примкнуть штыки и стрелять из пушек по мятежникам. Восставшие сипаи отступили, потеряв 600 человек. Отряд Эйра, потеряв двух человек убитыми, продолжил поход к Арраху. Подойдя к реке, они приступили к постройке моста, который был закончен на следующий день. Когда утром 3 августа отряд перешёл через реку, деревенский житель доставил письмо от Уэйка, он сообщил, что осаждённые слышали о приближении отряда Эйра, и заявил: «Мы все в норме».
Весь день 2 августа осаждённые слышали отдалённый гул орудий и видели, как местные городские жители спешно погружают на телеги своё добро. Продолжающиеся выстрелы мушкетов стали стихать и прекратились. К гарнизону подошли двое жителей и сообщили, что осаждающие разбиты, на следующий день подойдёт деблокирующий отряд. Осаждённые были настроены скептически, несмотря на видимые доказательства, и в полночь выслали на разведку небольшой отряд. Разведчики не обнаружили мятежников, принесли большое количество пороха и притащили два артиллерийских орудия мятежников. Затем осаждённые выслали другой отряд под покровом темноты с целью разрушить несколько хозяйственных построек, которые мятежники могли использовать как прикрытие. Отряд обнаружил минный туннель, выкопанный мятежниками, ведущий прямо под фундамент здания, там уже находился подрывной заряд, тотчас уничтоженный осаждёнными. На следующее утро в 07.00 два человека из отряда Эйра прибыли к гарнизону, возвестив о снятии вражеской осады. Эйр в официальном рапорте сообщил, что оборона здания отрядом Уэйка была «почти чудесной». Он написал об исходе первой попытки прорыва осады: «Я осмеливаюсь с уверенностью заявить, что такая катастрофа не могла бы произойти, если бы этот отряд продвигался менее стремительно, дав моим войскам время для приближения с противоположной стороны, поскольку в этом случае повстанцы оказались бы зажаты между двумя отрядами и должны были быть разбиты наголову».
Уэйк отметил в официальном рапорте об осаде: «Только трусость, недостаток единодушия и неведение наших врагов не позволили нашим укреплениям обрушиться нам на головы». Тайлер отметил в своём отчёте: «Поведение гарнизона заслуживает самой высокой похвалы, а храбрость и преданность сикхов вообще выше всяких похвал».

## Послесловие

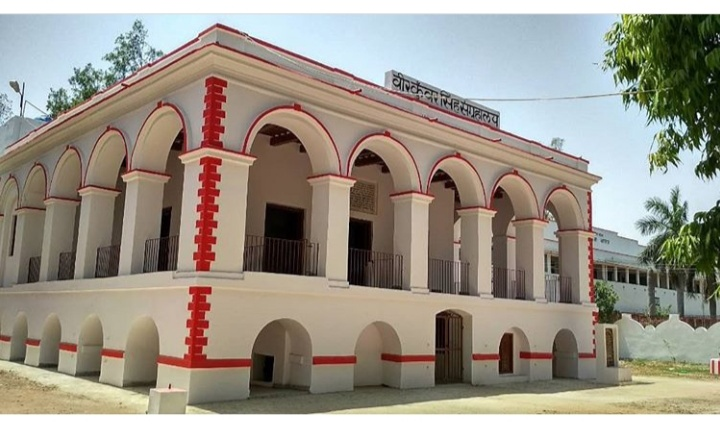
Дом Аррах, колледж Махараджи

За свои действия в ходе осады Уэйк удостоился ордена Бани (степень компаньона), а Бойл — созданного в 1861 году ордена «Звезда Индии» (степень компаньона). Спустя несколько дней после снятия осады Арраха 50 бойцов батальона Бенгальской военной полиции получили выплаты размером в 12-месячную зарплату как награду за проявленную верность. Джемадар Сингх по рекомендации Уэйка был повышен в звании до субедара. За свои действия в Аррахе батальон Бенгальской военной полиции удостоился боевой почести Defence of Arrah (1857) и Bihar (1857) за свою роль в охране местности. Эти боевые почести были дарованы только этому батальону и никаким другим частям . Сэр Джеймс Аутрам, комиссар Ауды и верховный военный командующий района представил майора Эйра к кресту Виктории за его действия в Аррахе, но Эйра не удостоили этой награды.
Получив подкрепление, Эйр преследовал силы Кунвара Сингха до его дворца в Ягдиспуре. Многие гражданские, пережившие осаду в Аррахе, включая Уэйка, всё ещё командующего 50 бойцами батальона Бенгальской военной полиции, добровольно вызвались служить с Эйром. Войско Сингха было разбито, а его дворец занят британцами, но сам Сингх сбежал. Отряд Эйра разрушил большинство построек в Ягдиспуре, включая загородный дворец Сингха (в близлежащих джунглях), дома братьев Сингха и браминский храм. На страницах «The London Gazette» генерал Каннинг публично осудил Эйра за разрушение храма. Осада Арраха стала началом борьбы Сингха с Ост-Индской компанией. Он продолжил воевать и сразу после Арраха повёл своё иррегулярное войско к Лакхнау, ему удалось сохранить свой отряд и отвести его обратно к Ягдиспуру. Сингх умер в апреле 1858 года. Его войска продолжали воевать, отразив экспедицию британцев против него, в итоге в ноябре 1858 года они сложили оружие, воспользовавшись общей амнистией. Но всё же после амнистии мятеж продолжился, пока 8 июля 1859 года не был официально объявлен мир.
Осаждённое здание всё ещё стоит в колледже махараджи в Аррахе, там размещён музей Кунвара Сингха, хотя Абхай Кумар в мае 2015 года писал в Deccan Herald: «Едва ли там найдётся хоть один предмет, имеющий отношение к Кунвару Сингху».
Посетив место осады в 1864 году, Тревельян написал:

Сейчас стена, на которой Уэйк делал свои записи, отбелена, колодец в подвале ограждён стеной, живая изгородь, служившая мятежникам первой параллелью, перенесена назад на 20 ярдов. Ещё через полвека могут быть стёрты все следы сражения. Но до тех пор, пока англичане любят слышать о верности, постоянстве и храбрости, помогших выстоять в этот день вопреки ужасным трудностям, можно не бояться, что они забудут имя «маленького домика в Аррахе».
Оригинальный текст (англ.)
Already the wall, on which Wake wrote the diary of the siege, has been whitewashed... a party-wall has been built over the mouth of the well in the cellars; and the garden-fence, which served the mutineers as a first parallel, has been moved twenty yards back. Half a century more, and every vestige of the struggle may have been swept away. But, as long as Englishmen love to hear of fidelity, and constancy, and courage bearing up the day against frightful odds, there is no fear lest they forget the name of "the little house at Arrah".
— 